# Walerij Czkałow

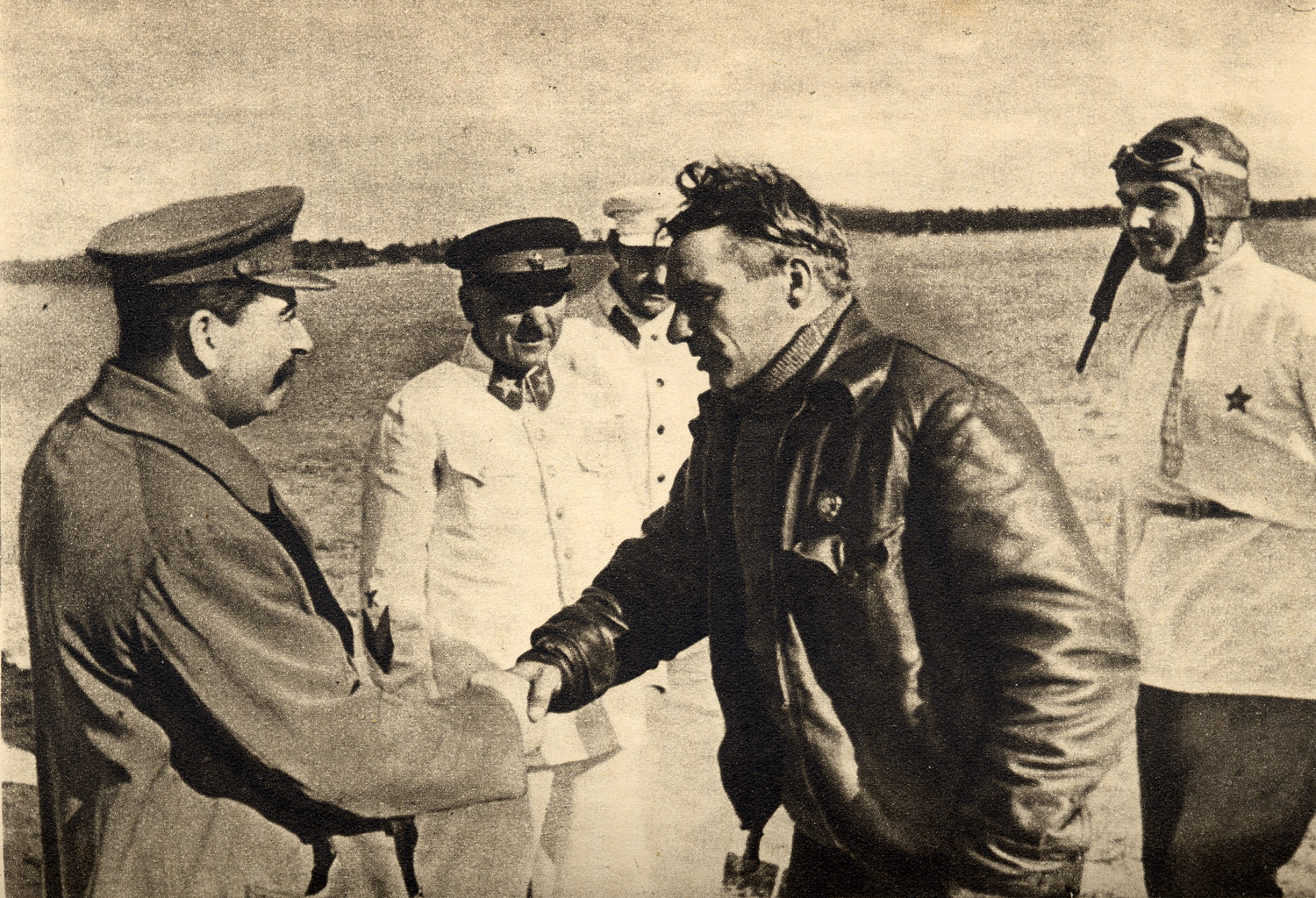
Czkałow spotyka się ze Stalinem 10 sierpnia 1936, stoją także Woroszyłow, Kaganowicz i lotnik Bielakow

Walerij Pawłowicz Czkałow (ros. Валерий Павлович Чкалов, ur. 20 stycznia?/2 lutego 1904, zm. 15 grudnia 1938) – radziecki lotnik rekordowy i doświadczalny, jeden z najsłynniejszych lotników radzieckich, kombrig Armii Czerwonej.

## Życiorys
Urodził się 2 lutego 1904 we wsi Wasiljowo (ob. Czkałowsk) w guberni niżnonowogrodzkiej w Imperium Rosyjskim, Rosjanin. Pracował jako robotnik i palacz kotłowy. Od 1919 służył ochotniczo w Armii Czerwonej, jako ślusarz-mechanik w jednostce lotniczej. W 1922 ukończył teoretyczną szkołę lotniczą, a w 1923 wojskową szkołę pilotażu. W 1924 ukończył moskiewską szkołę wyższego pilotażu i wyższą szkołę walki powietrznej, po czym służył w radzieckim lotnictwie wojskowym.
W latach 1930–1933 był pilotem doświadczalnym Instytutu Naukowo-Badawczego radzieckich sił powietrznych. Od 1933 przeszedł do rezerwy i został pilotem doświadczalnym w fabryce nr 39 i biurze konstrukcyjnym Polikarpowa. Oblatywał m.in. myśliwce I-15 i I-16, będące podstawą radzieckiego lotnictwa końca lat 30 XX w. Prowadził łącznie badania ponad 70 samolotów. Aktywnie zajmował się akrobacją lotniczą, opracowując nowe figury wyższego pilotażu.
Czkałow był ulubieńcem Józefa Stalina, który poznał go 2 maja 1935 r. w czasie prezentacji najnowszego sprzętu lotniczego. Po widowiskowym locie Czkałowa pełnym wymyślnych akrobacji Stalin zapragnął poznać tego wyjątkowego pilota. Spodobał się mu, co zaowocowało nie tylko pierwszym Orderem Lenina, ale także objęciem ochroną przed bezpieką całego zespołu Polikarpowa. Ze wspomnień syna W. Czkałowa, Igora, wynika, że Stalin często rozmawiał telefonicznie z Walerijem i wiele razy zapraszał go na Kreml moskiewski.
W dniach 20–22 lipca 1936 dokonał przelotu bez lądowania na samolocie ANT-25 z drugim pilotem Gieorgijem Bajdukowem i nawigatorem A. Bielakowem z Moskwy nad Oceanem Lodowatym i Pietropawłowskiem Kamczackim na wyspę Udd (później nazwaną Czkałow), o długości 9374 km, w ciągu 56 godzin 20 min. Za ten wyczyn został uhonorowany 24 lipca 1936 tytułem Bohatera Związku Radzieckiego.

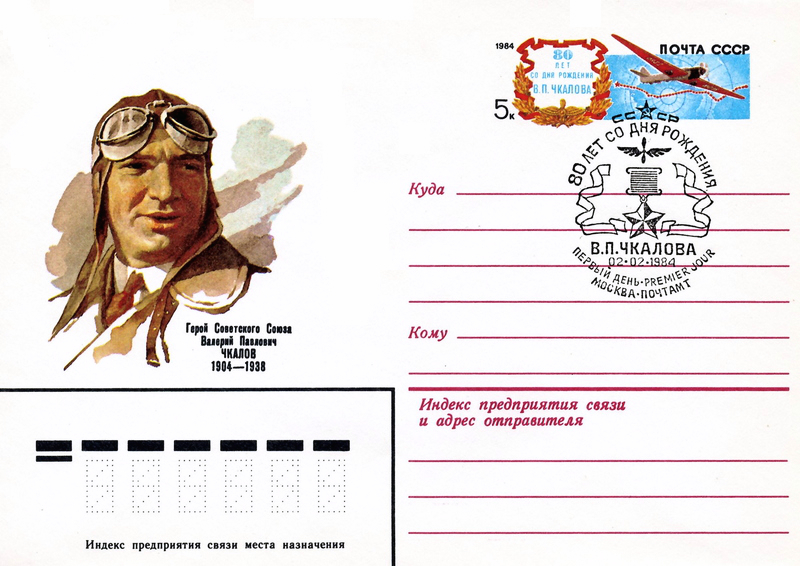
Kartka pocztowa z wizerunkiem lotnika

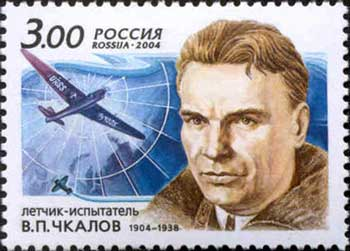
Znaczek pocztowy z 2004, z jego wizerunkiem

W dniach 18–20 czerwca 1937, z tą samą załogą na ANT-25 dokonał pierwszego przelotu nad Biegunem Północnym, z Moskwy do Vancouver koło Portlandu w USA, długości 8504 km. Po tych przelotach, Czkałow stał się jednym z najbardziej znanych lotników w ZSRR. Był ulubieńcem towarzysza I.W.Stalina, który liczył się z jego zdaniem w sprawach lotnictwa. Według niektórych źródeł, Stalin miał proponować W.Czkałowowi objęcie funkcji naczelnika NKWD, czego ten odmówił.
Zginął 15 grudnia 1938 w Moskwie, podczas katastrofy przy oblatywaniu prototypowego myśliwca Polikarpowa I-180. Na żądanie władz, samolot ten był skierowany do oblotu przed całkowitym dopracowaniem, aby zmieścić się w planie, czemu sprzeciwiał się sam Polikarpow. Katastrofa spowodowana była usterką silnika, połączoną z niewykończeniem konstrukcji. Podczas próby lądowania z wyłączonym silnikiem, Czkałow został wyrzucony z kabiny i zmarł po 2 godzinach w szpitalu (okoliczności jego śmierci spowodowały powstanie teorii spiskowych, iż wypadek był spowodowany celowo przez władze, jednakże nie ma na to potwierdzenia; niemniej jednak odtąd biuro konstrukcyjne Polikarpowa popadło w niełaskę). Urna z jego prochami została pochowana na Cmentarzu przy Murze Kremlowskim w Moskwie.
Walerij Czkałow miał troje dzieci: Igora, Olgę i Waleriję. Był odznaczony m.in. Orderem Lenina (dwukrotnie) i Orderem Czerwonego Sztandaru. Od 1936 był członkiem partii komunistycznej WKP(b). W 1937 został deputowanym do Rady Najwyższej ZSRR. W 1938 uzyskał stopień wojskowy kombriga. Po śmierci, nazwiskiem Czkałowa nazwano wieś jego urodzenia (od 1955 miasto Czkałowsk), miasto Czkałowsk w Tadżykistanie, miasto Orenburg (w latach 1938–1957 – Czkałow), osiedle Czkałowsk w Królewcu, jak też wiele instytucji i organizacji.

## Nagrody
- tytuł Bohatera Związku Radzieckiego – 24 lipca 1936 (Złotą Gwiazdę otrzymali dopiero jego potomkowie w 2004 gdyż została ona ustanowiona do tego tytułu w 1939 po śmierci Czkałowa)
- dwukrotnie Order Lenina – 5 maja 1935 i 24 lipca 1936
- Order Czerwonego Sztandaru – lipiec 1937
- Medal jubileuszowy „XX lat Robotniczo-Chłopskiej Armii Czerwonej” – luty 1938